# West Liberty (Iowa)
Pour les articles homonymes, voir West Liberty.
West Liberty est une ville du comté de Muscatine, en Iowa, aux États-Unis. Elle est incorporée le 1er juillet 1867.

## Source de la traduction
- (en) Cet article est partiellement ou en totalité issu de l’article de Wikipédia en anglais intitulé « West Liberty, Iowa » (voir la liste des auteurs).